# Darja Piščalnikova
Darja Vitaljevna Piščalnikova (rusko Дарья Витальевна Пищальникова), ruska atletinja, * 19. julij 1985, Astrahan, Sovjetska zveza.
Nastopila je na poletnih olimpijskih igrah leta 2012, ko je v metu diska osvojila srebrno medaljo, ki ji je bila zaradi dopinga odvzeta, kot tudi srebrna medalja na svetovnem prvenstvu leta 2007. Na evropskih prvenstvih je leta 2006 osvojila naslov prvakinje. 